# Sarah Salleh

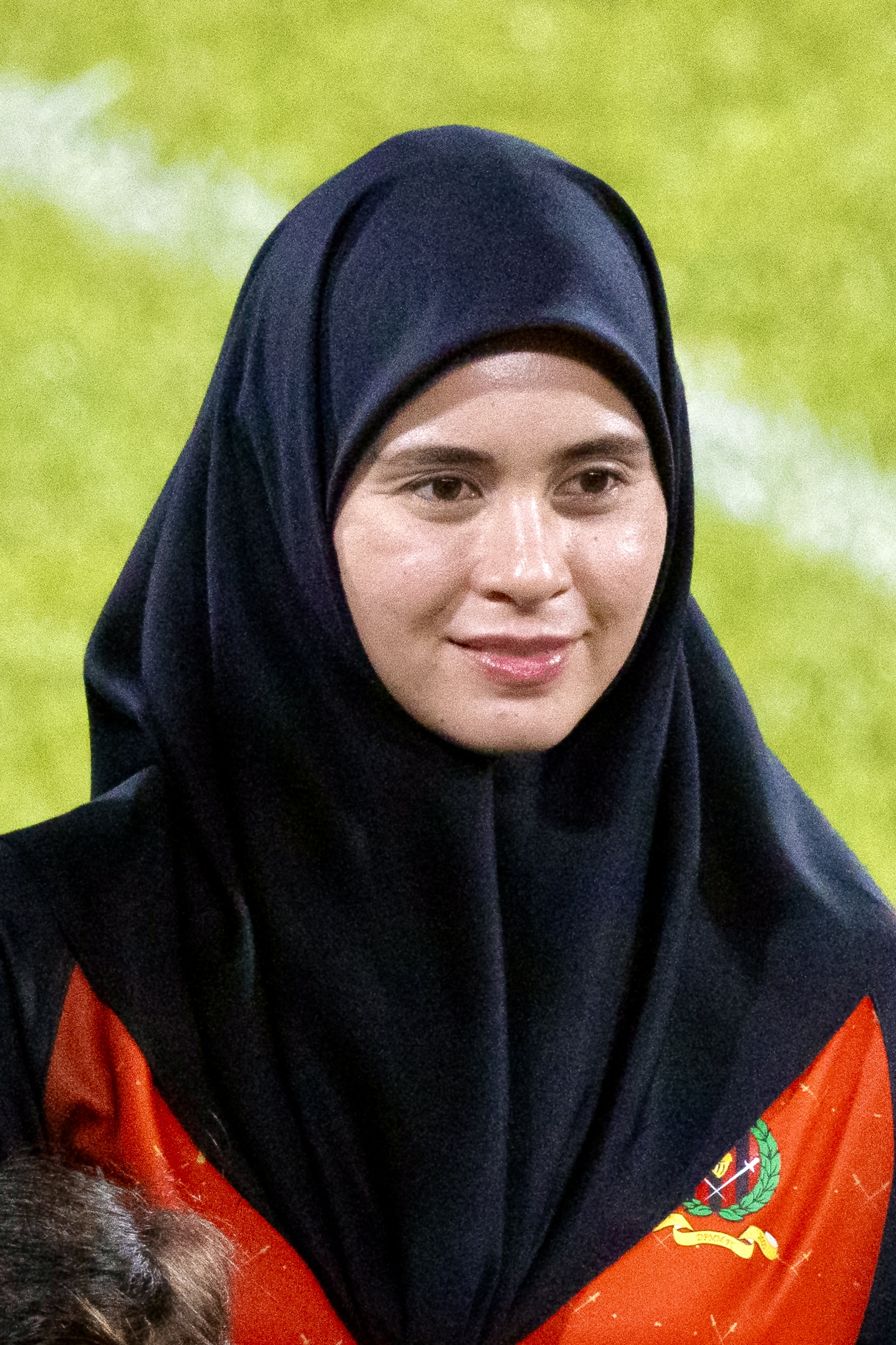
Pengiran Anak Sarah (2024)

Pengiran Anak Isteri Pengiran Anak Sarah ibni Pengiran Salleh Ab Rahaman (* 9. April 1987 in Bandar Seri Begawan), geborene Sarah Salleh (Yang Mulia Dayangku Sarah) ist als Ehefrau von Kronprinz Al-Muhtadee Billah die Kronprinzessin von Brunei Darussalam.

## Kindheit und Bildung
Sarah wurde als Tochter des Pengiran Salleh Ab Rahaman, eines entfernten Verwandten des Königshauses, und der Schweizerin Rinawaty Abdullah Suzanne Rahaman Aeby (geborene Suzanne Aeby) als drittes Kind und erste Tochter geboren.
Sie besuchte die Schule St. Andrews und das Sultan Science College in Bandar Seri Begawan und absolvierte ein Studium an der Universität von Brunei Darussalam, das sie im Oktober 2010 mit dem Bachelor abschloss.

## Heirat und Nachkommen
Sarah wurde in einer arrangierten Hochzeit am 9. September 2004 mit Kronprinz Al-Muhtadee Billah verheiratet. Die Feier fand im Istana Nurul Iman statt. Kronprinzessin Sarah hat am 17. März 2007 ihr erstes Kind und den voraussichtlichen 31. Sultan von Brunei, Prinz Abdul Muntaqim, zur Welt gebracht. Am 2. Januar 2011 gebar sie ihr zweites Kind, Prinzessin Muneerah Madhul. Es folgten 2015 und 2017 zwei weitere Kinder.